# Bellesguard
La Torre Bellesguard, officiellement Casa Figueras, est une maison d'architecture moderniste située du 16 au 20 de la rue Bellesguard, dans le quartier Sarrià-Sant Gervasi à Barcelone (Catalogne). Elle fut bâtie entre 1900 et 1909 pour la famille Figueras sur les plans de l'architecte Antoni Gaudí.
Comme beaucoup de ses œuvres, elle est restée inachevée. C'est l'architecte Domènech Sugrañes qui a poursuivi les travaux à partir de 1917.

## Histoire
La maison Bellesguard a été construite pour la famille Figueras et se trouve au pied de la montagne de Collserola. Elle se situe là où au XVe siècle le roi Martin Ier d'Aragon, surnommé Martí l'Humà (« Martin l'humain »), dernier roi de la dynastie catalane et descendant de Guifred le Velu, avait fait construire en 1408 une résidence d'été en dehors de la ville. 
Cette résidence s'appelait Bell esguard (« beau regard » en catalan) et offrait une vue panoramique extraordinaire de Barcelone.

## Description
Symbole de la Catalogne, cette construction de style gothique fut modifiée par Gaudí. Le nouvel architecte arrive à une synthèse harmonieuse géniale de deux époques - le gothique et le modernisme - que certains nomment le « néomediévalisme ». 
Il utilise quelques-uns des éléments – murs, cours – de ce vieux château pour transformer la résidence Bellesguard. Cette approche explique que le bâtiment conserve l'aspect extérieur d'une forteresse médiévale avec ses créneaux. Contrairement à d'autres constructions de la même époque, on ne trouve sur cette façade aucune influence architecturale mauresque ou islamique. 
L'immeuble (d'une superficie de 15 m par 15 m et de 900 mètres carrés pour l'ensemble des étages) est construit en pierre et en briques. Il a une projection plus verticale qu'horizontale. La tour tronconique surmontée d'une croix à quatre bras typique de Gaudí se retrouve dans plusieurs de ses constructions. Elle est fabriquée en fragments de verre. On retrouve également un mirador et un chemin de ronde qui permettent d'admirer la vue et de justifier le nom de la résidence.
Comme à la Casa Milà et au Collège Sainte-Thérèse, la charpente faite d'arches en brique est une démonstration de maîtrise dans l'utilisation de ce matériau par l'architecte. Gaudi cherchait à ce qu'on puisse apercevoir certaines de ses constructions depuis n'importe lequel de ses édifices, et les modifie en conséquence. C'est ainsi qu'il ajoute des arcs à la Casas Batlló et à la Casa Milà d'où on peut apercevoir la Sagrada Família. De même, dans le Parc Güell au lieu-dit les Tres Creus (« les trois croix ») à côté de la croix principale se trouve une autre croix terminée par une forme triangulaire. Une observation rasante depuis l'angle supérieur de ce triangle permet de voir briller la tour de quatre bras de Bellesguard les jours ensoleillés.
La porte d'entrée est protégée par un ouvrage en fer forgé. Le texte « Ô Marie, conçue sans péché » est inscrit sur le tympan. Le portail est bordé de bancs recouverts de trencadis où la lettre M est représentée sur des poissons, symboles de la Vierge. Au-dessus du portail, le nom de la résidence, Bell esguard, est inscrit en mosaïque. Le portail et les bancs sont entourés de petites mosaïques préfabriqués en mortier. Elles sont en relief et de formes carrée, hexagonale et orthogonale. Elles contrastent avec l’austérité de la façade que Gaudí avait conçue pour qu'elle s'intègre au paysage environnant.
À l'intérieur, cependant, Gaudí privilégie le blanc et les formes organiques. L'intérieur est organisé avec un demi-sous-sol, un rez-de-chaussée, deux étages et un grenier à deux niveaux. L'entrée donne sur un vaste vestibule d'où s'élance l'escalier qui mène aux étages supérieurs. Recouvertes de chaux et de plâtre, éclairées par de vastes baies vitrées, les formes ondulantes et arrondies du vestibule sont mises en valeur dans un jeu d'ombre et de lumière. Le mur bordant l'escalier est décoré d'azulejos à motif de dragons, initiative de Sugrañes, de même que la fontaine en céramique. Une immense lampe, toujours de Sugrañes, fabriquée avec 22 polyèdres en fer forgé et recouverts de vitraux, est suspendue à la voûte et éclaire le vestibule.

## Visites
Il s'agit d'une propriété privée dont certaines parties intérieures (hormis les lieux de vie des propriétaires) peuvent être visitées. Le jardin fait partie de la visite.

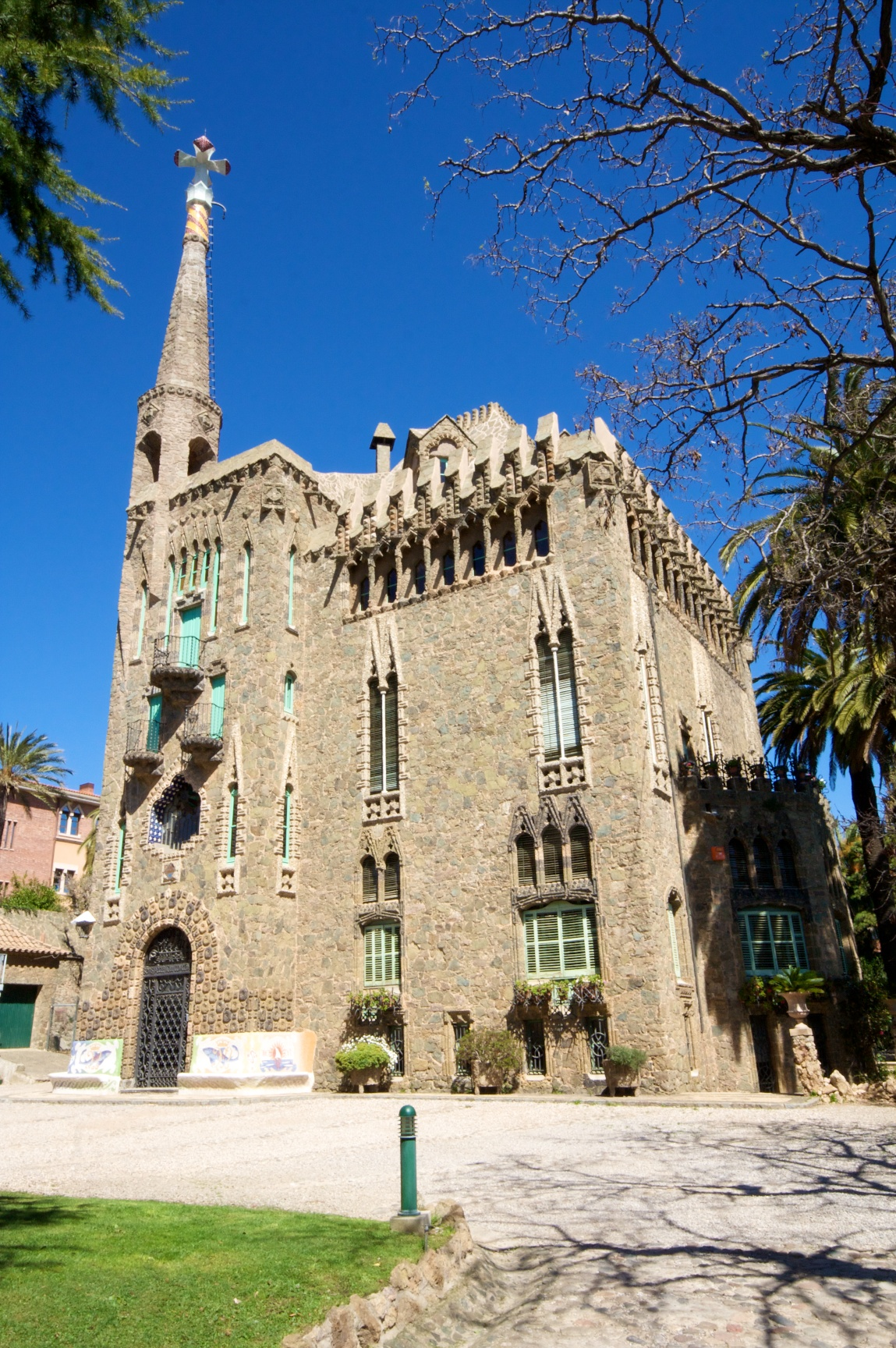
Bellesguard.
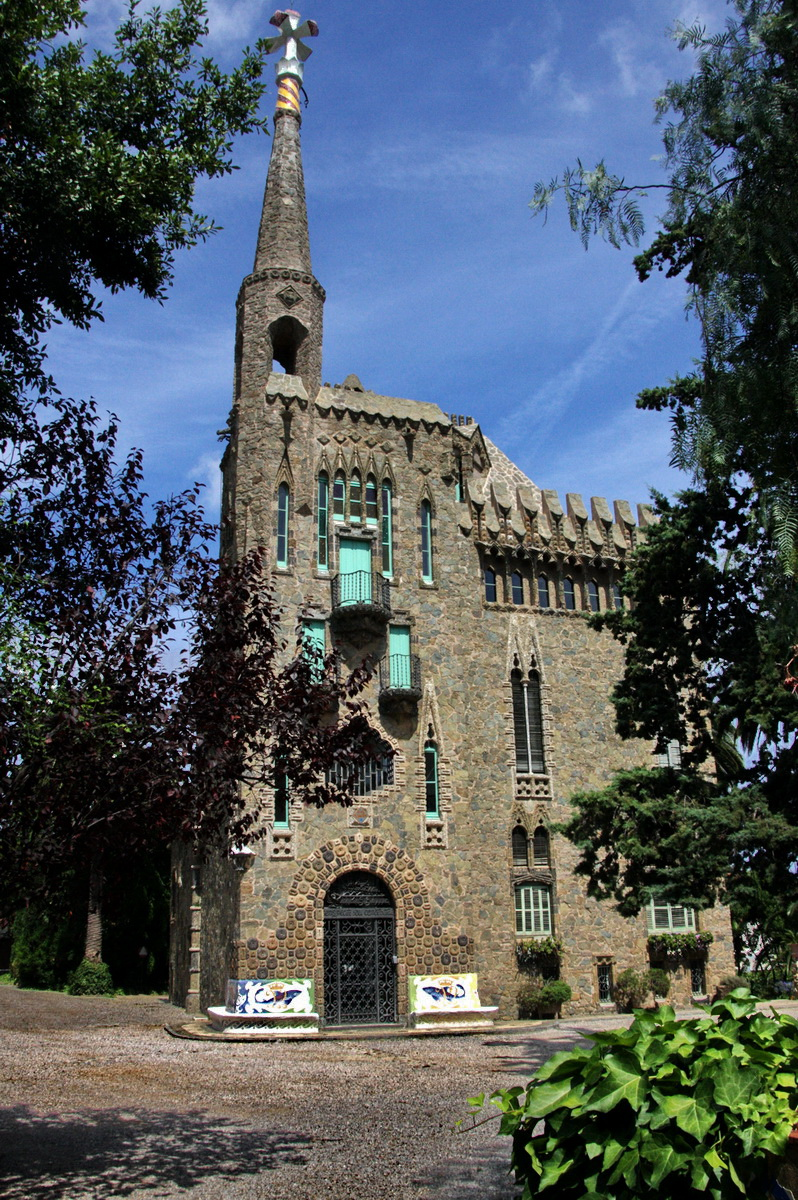
Autre vue de Bellesguard.
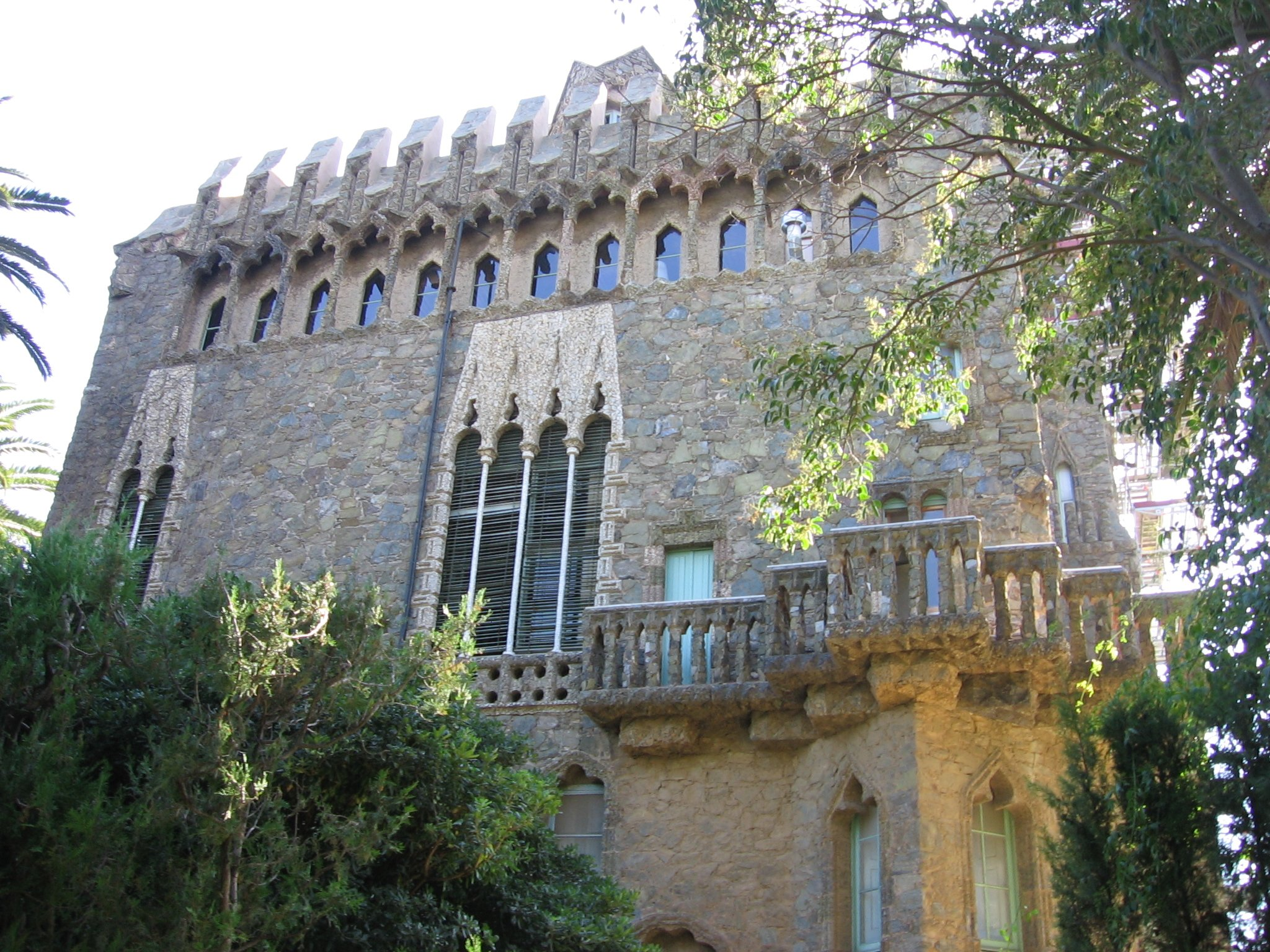
Façade.
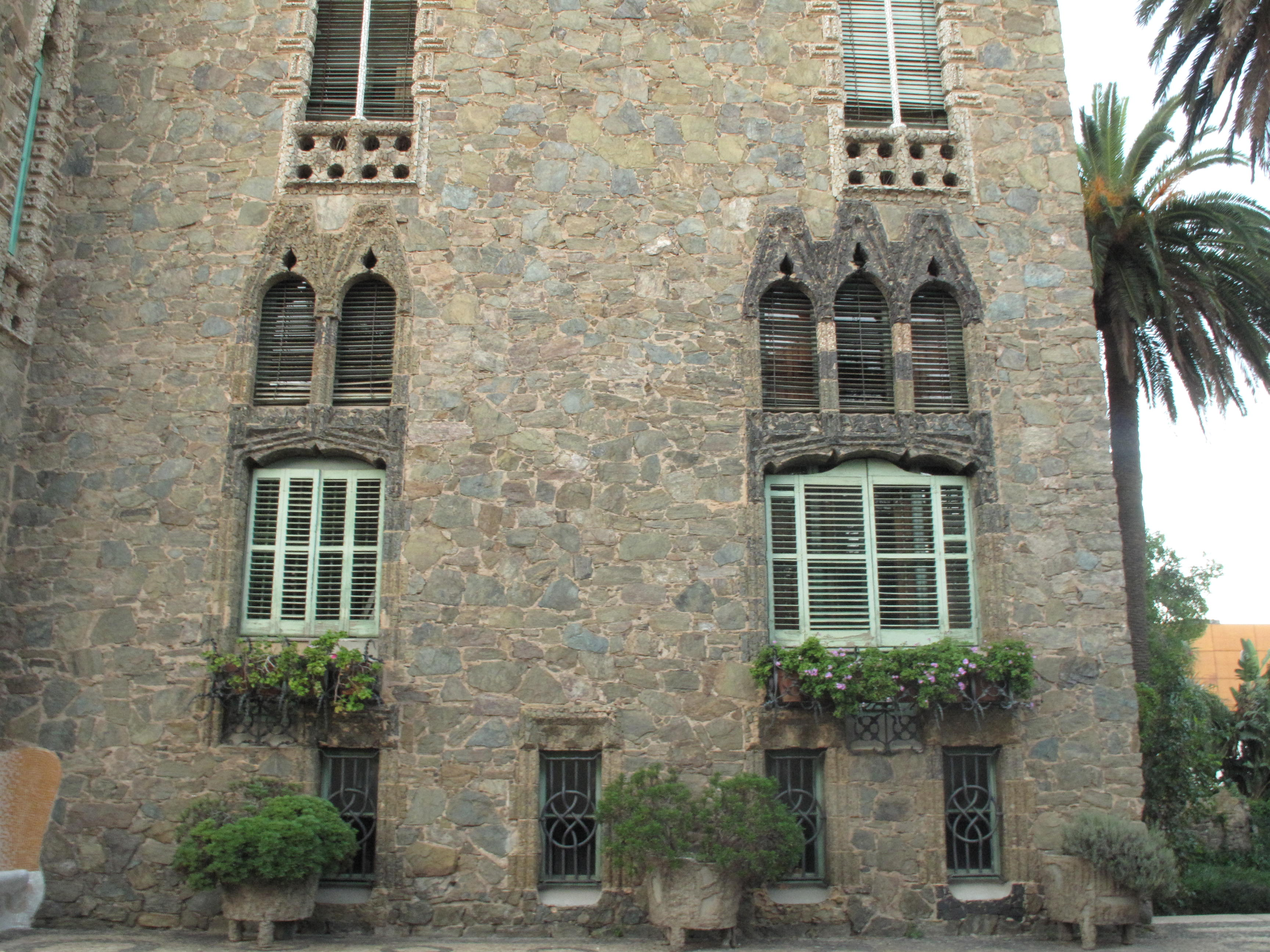
La façade et les fenêtres.
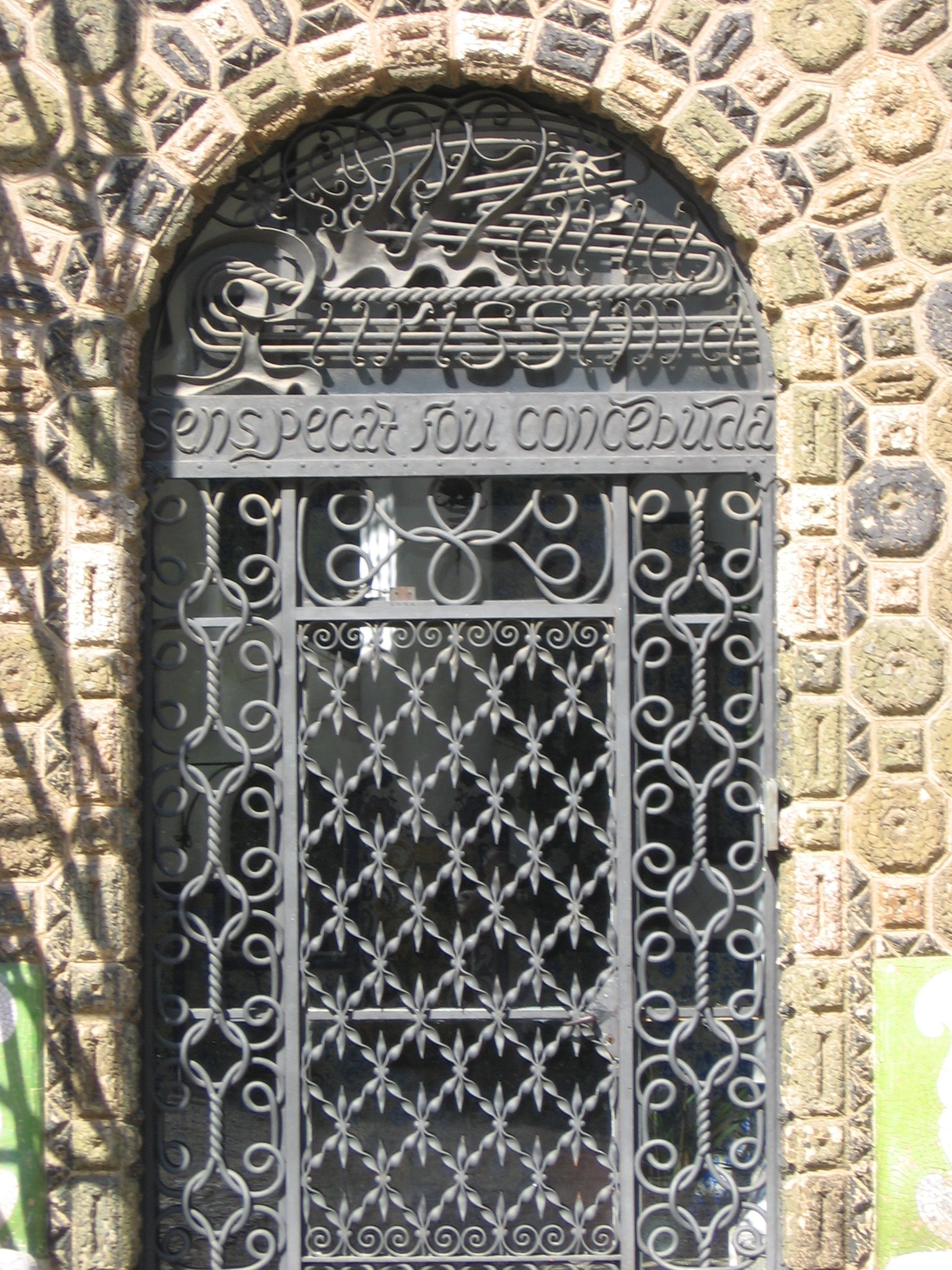
Entrée.
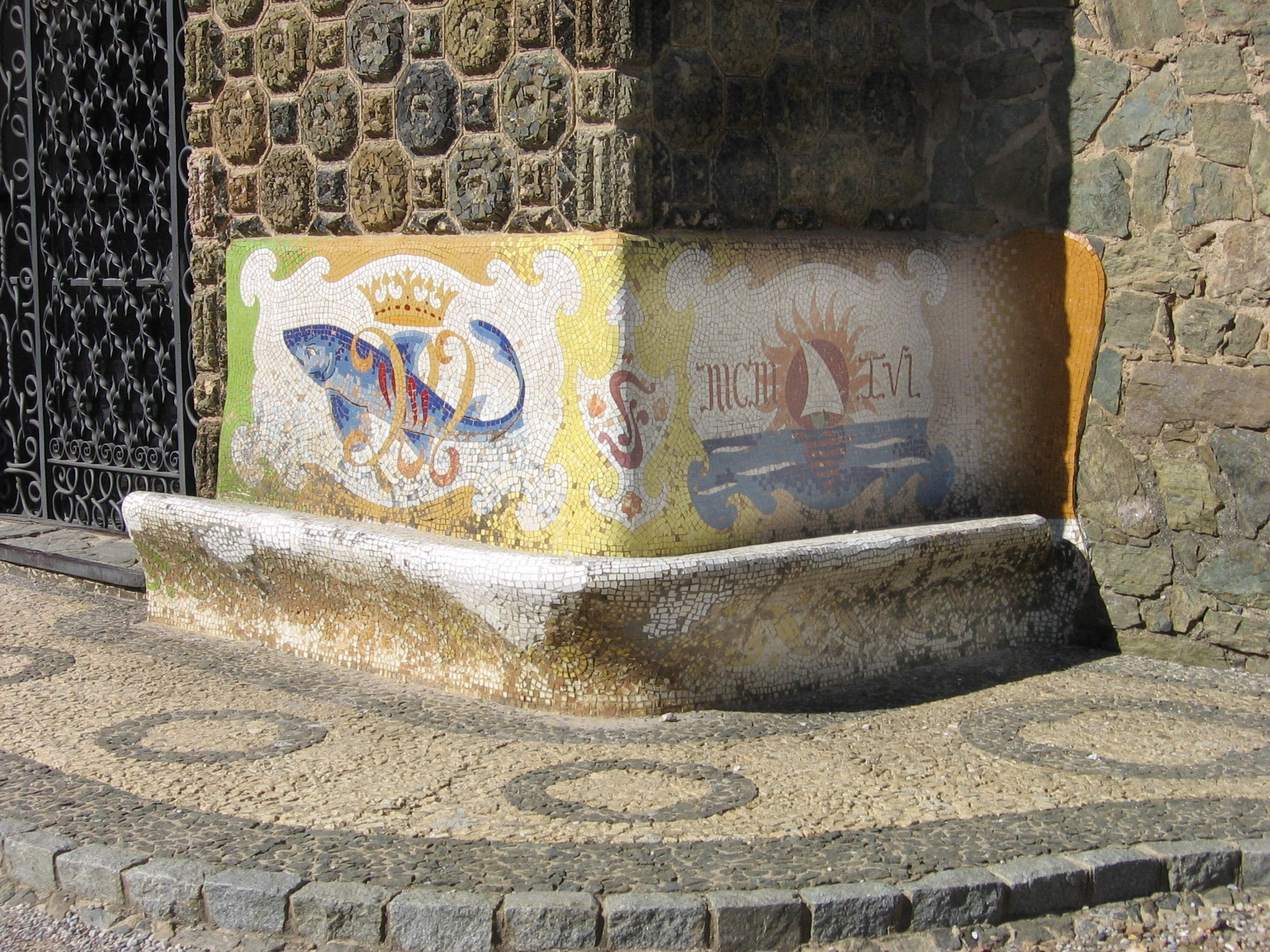
Banc avec des mosaïques de Domènec Sugrañes i Gras.
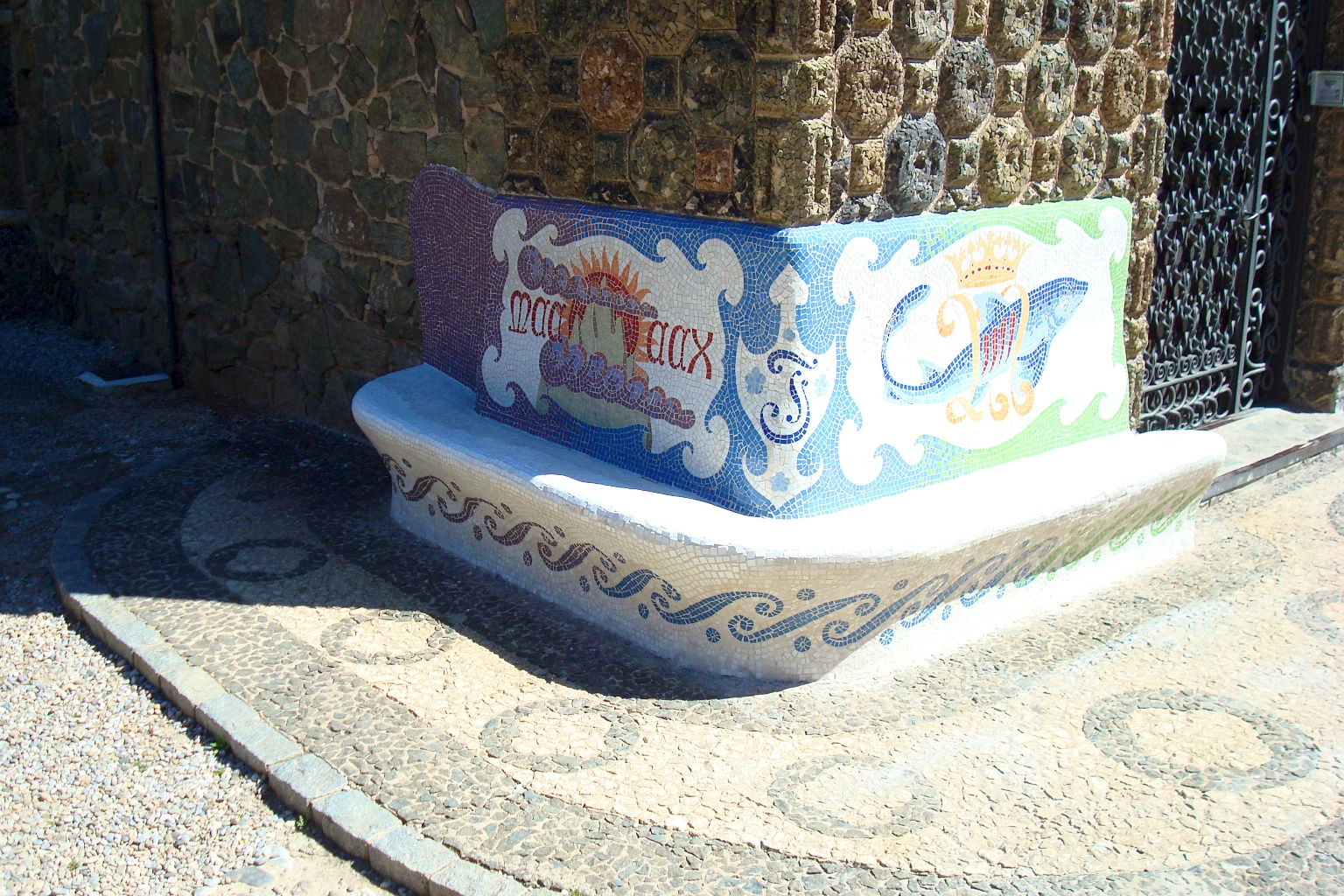
Autre banc du portail. On aperçoit les mosaïques préfabriqués qui entourent le portail.
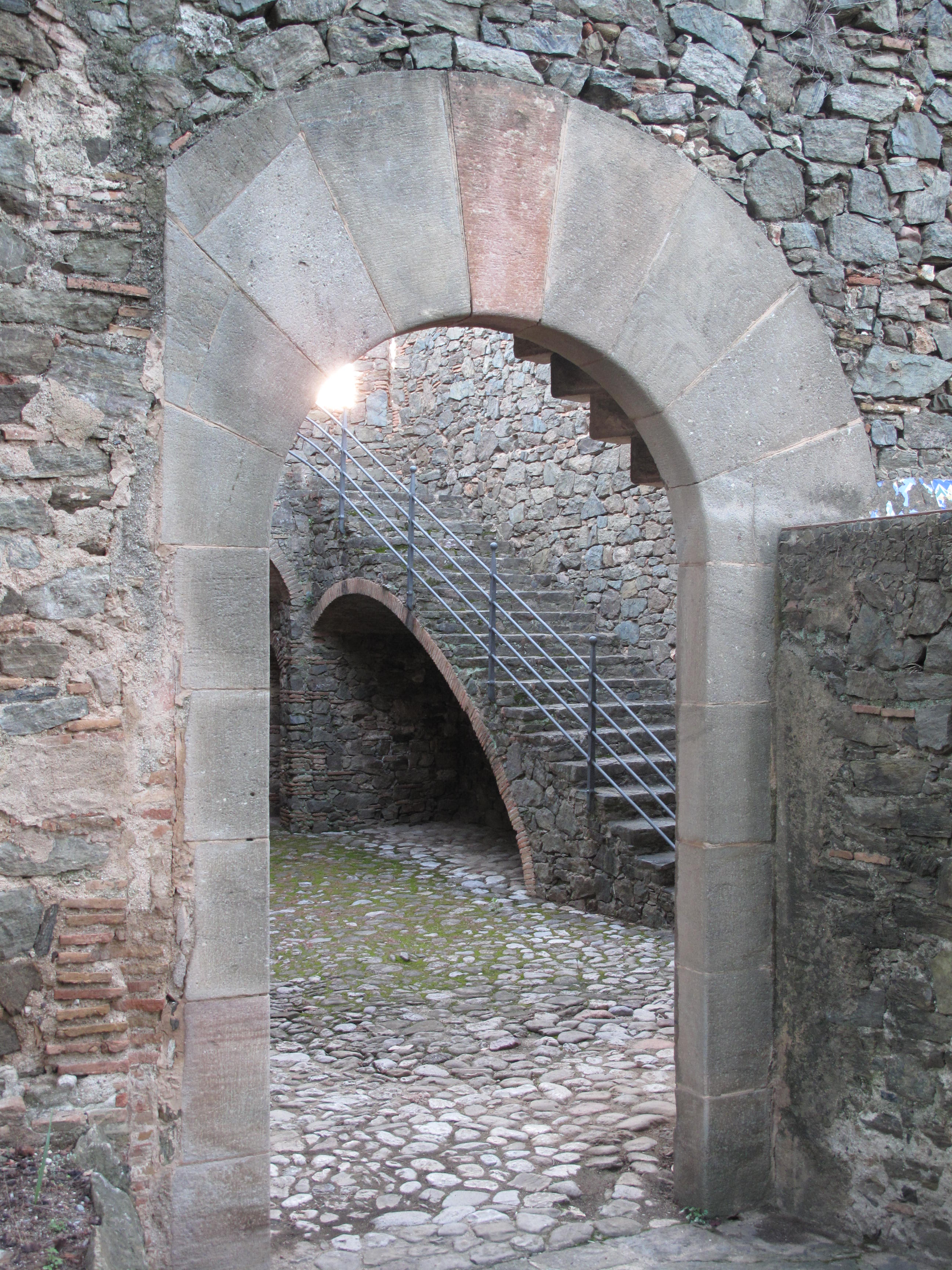
Accès au mirador.
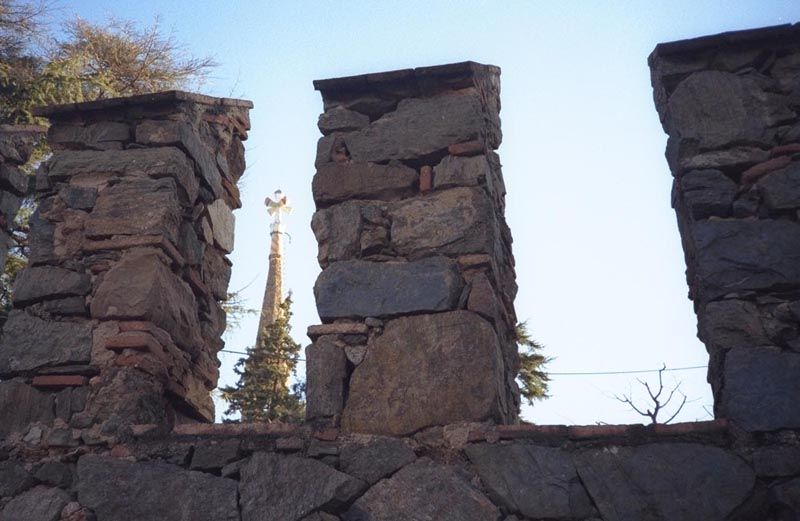
Tour vue depuis les créneaux.
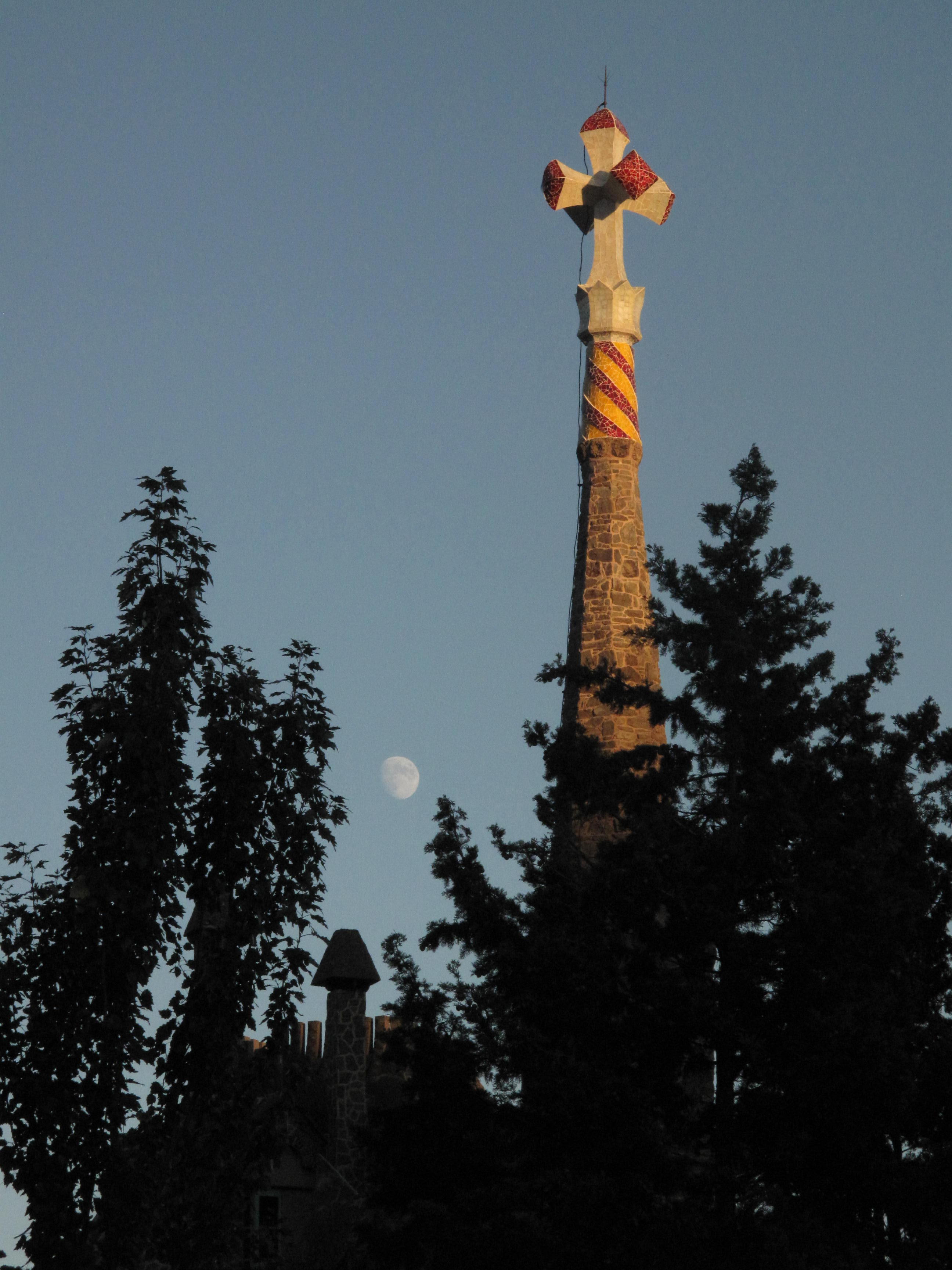
Le pinacle de la tour, surmonté de la croix.
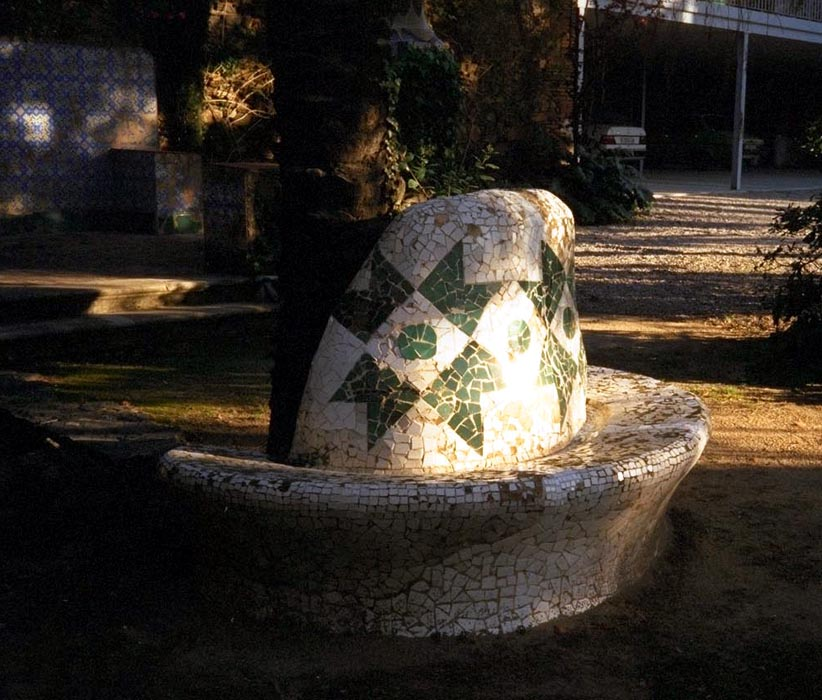
Jardin.
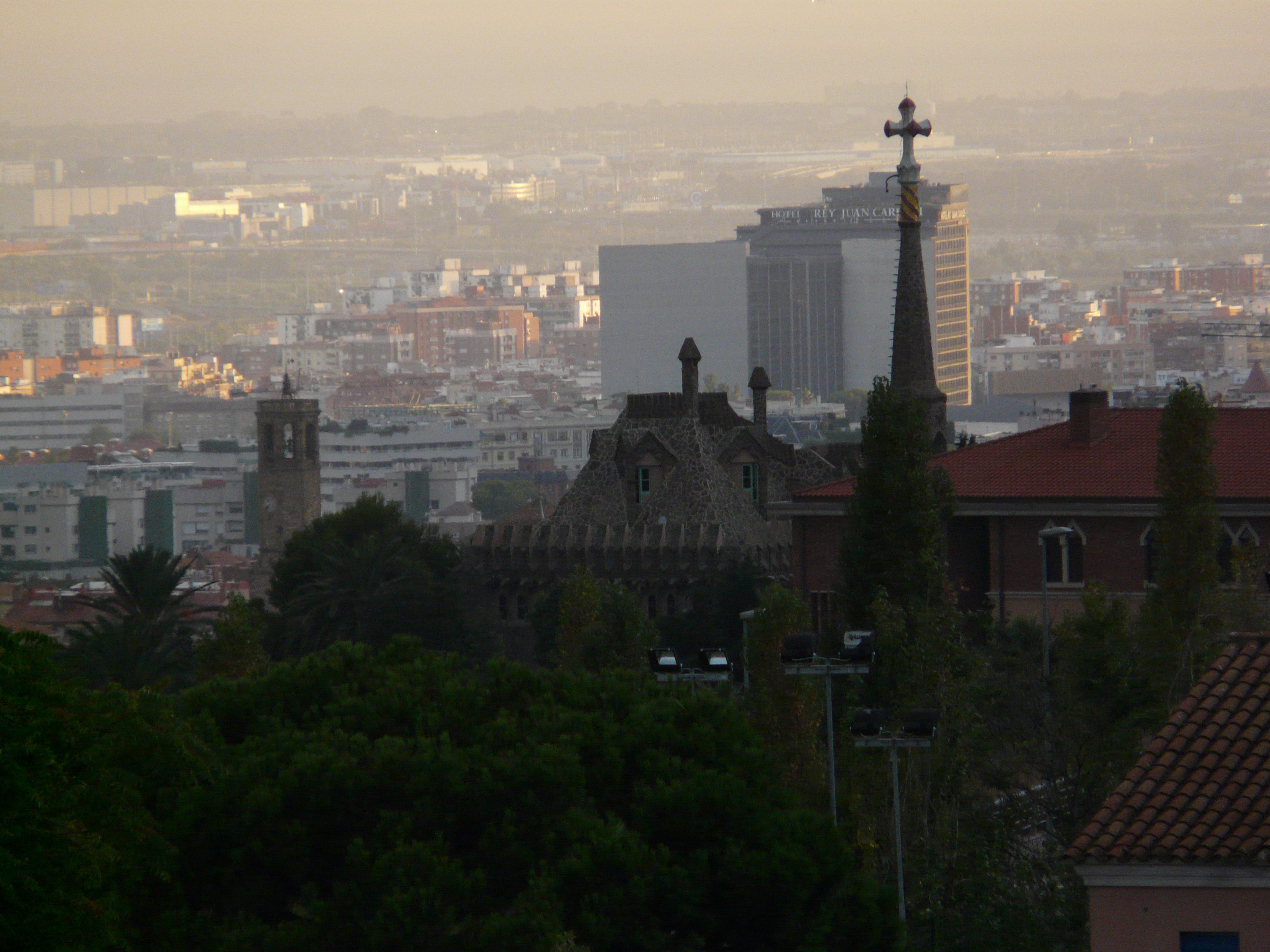
Beau regard de la Casa Bellesguard.

## Source
- Ricardo Regàs, Antoni Gaudí, Dosde arte Ediciones, 2011, 192 p. (ISBN 978-84-96783-44-7)